# Nguyễn Văn Nam (trung tướng)
Nguyễn Văn Nam (sinh năm 1966) là một Tướng lĩnh Quân đội nhân dân Việt Nam, quân hàm Trung tướng. Ông nguyên là  Ủy viên Ban Thường vụ Thành ủy, nguyên Phó Bí thư Đảng ủy Quân sự Thành phố, nguyên Tư lệnh Bộ Tư lệnh Thành phố Hồ Chí Minh

## Thân thế và binh nghiệp
Trước năm 2011, ông là Phó Chỉ huy trưởng kiêm Tham mưu trưởng Bộ Chỉ huy quân sự tỉnh Bình Dương
Năm 2011, ông được bổ nhiệm làm Chỉ huy trưởng Bộ Chỉ huy quân sự tỉnh Đồng Nai.
Năm 2016, ông giữ chức Phó Tham mưu trưởng Quân khu 7.
Năm 2017, ông được Thủ tướng Chính phủ bổ nhiệm làm Phó Tư lệnh Quân khu 7 đồng thời được thăng quân hàm Thiếu tướng.
Ngày 27 tháng 2 năm 2020, ông được điều động giữ chức Tư lệnh Bộ Tư lệnh Thành phố Hồ Chí Minh.
Ngày 10 tháng 3 năm 2020, ông được Ban Thường vụ Thành ủy TPHCM chỉ định giữ chức vụ Phó Bí thư Đảng ủy Quân sự TP nhiệm kỳ 2015 – 2020.
Ngày 7 tháng 8 năm 2021, ông được thăng quân hàm từ Thiếu tướng lên Trung tướng.Ông là sĩ quan đầu tiên khi đang đương chức tại Bộ Tư lệnh Thành phố Hồ Chí Minh được thăng Trung tướng . 
Sáng 14/2, Ban Thường vụ Đảng ủy Quân khu 7 tổ chức Hội nghị công bố, trao quyết định về quyết định nghỉ chờ hưu từ 1/3/2025 đối với Trung tướng Nguyễn Văn Nam, Ủy viên Ban Thường vụ Thành ủy, Tư lệnh Bộ Tư lệnh TPHCM